# Croix de Saint-Fiacre
La croix de Saint-Fiacre est une croix monumentale située dans la commune d'Auray, dans le Morbihan (France).

## Localisation
La croix est située quai Neuf, au nord du quartier de Saint-Goustan, en rive gauche du Loc'h.

## Historique
La croix est datée du XVIe siècle.
Elle est inscrite au titre des monuments historiques par arrêté du 29 mars 1935.

## Architecture
La croix représente la Crucifixion du Christ à l'avers et une Pietà au revers. Elle repose sur un fût octogonal, lui-même fiché dans un socle en granite.